# Вышеславцева, Анна Агафоновна
Анна Агафоновна Вышеславцева (1818, Нижний Новгород, Нижегородская губерния, Российская империя — 1895, там же) — русская театральная актриса

.

## Биография
Родилась в семье крепостных актёров, игравших в театральной труппе полковника князя Николая Григорьевича Шаховского, помещика Нижегородской губернии. 
В 1827 году, при создании коммерческого театра в Нижнем Новгороде, её семья вместе с труппой Шаховского, актёрами и актрисами, всего девяносто шесть человек, были выкуплены антрепренёрами Климовым и Распутиным и получили от наследников князя Шаховского вольность, обязались играть на сцене Нижегородского театра.
Творческой деятельностью А. Вышеславцева занималась, главным образом, в театре Нижнего Новгорода. Выдвинулась в 1820-е годы. В 1850-е годы благодаря таланту Вышеславцевой и её партнеров А. И. Стрелковой, Е. А. Трусовой (сестра Вышеславцевой), В. М. Трусова, Афанасьева Нижегородский театр переживал время своего расцвета. Вместе с труппой этого театра она гастролировала в Саратове, Костроме, Ставрополе и других городах России.
А. Вышеславцева сначала играла только в драмах, где лучшей её ролью считалась роль шиллеровской Луизы («Коварство и любовь»), позже стала появляться и в «высокой» комедии и водевилях.
А. Вышеславцева обладала даром перевоплощения, пылким темпераментом. Критики о ней писали:

Главным образом она замечательна была тем, что, служа безвыездно в Нижнем Новгороде, окружённая актёрами-рутинерами, завывающими на разные голоса «эффектные» монологи излюбленных ролей, она неуклонно следовала дорогой великого Щепкина и, несмотря на протесты товарищей, первая на нижегородской сцене заговорила просто и естественно. Теперь это назвали бы заслугой, тогда это было подвигом.
Наибольшим успехом пользовалась в ролях: Луизы («Коварство и любовь»), Терезы и Амалии («Тереза, или Женевская сирота» и «30 лет, или Жизнь игрока» Дюканжа).